# Константин Николов (боксьор)
Вижте пояснителната страница за други личности с името Константин Николов.
Константин Николов (Замората) е български боксьор в средна и тежка категория, треньор по бокс и футбол.

## Състезателна кариера
Роден е през 1913 г. Константин Николов е един от най-известните български боксьори преди Втората световна война. Подготвя се в школата за боксьори на Аспарух Ангелов – Парето. Шампион на България в средна категория през 1937 г. и многократен шампион в тежка категория. Състезател на Славия.

## Треньорска кариера

### Бокс
След войната става треньор на отбора по бокс на ЦДВ. След обединението със Септември е главен треньор по бокс в ЦСКА (София), като остава на този пост повече от четвърт век. Впоследствие пома и националния отбор. За приноса си към развитието на бокса получава званието „заслужил треньор“. Боксов съдия.
Има основен принос за израстването на бронзовия олимпийски медалист Борис Георгиев – Моката.

### Футбол
Назначен е за треньор на футболния отбор на ЦДВ, а впоследствие и на Септември при ЦДВ през 1948 г. Основната задача на Замората е да наблегне основно на физическата подготовка на отбора, с тактиката се занимава капитанът на отбора Нако Чакмаков, а стартовият състав определя Христо Нелков – Ринджата. Става шампион на България по футбол през септември 1948 г. със Септември при ЦДВ. Остава като кондиционен треньор и през сезон 1948/49. Следващият сезон треньор на тима става Крум Милев.